# Veronica (motor de busca)
Veronica (Very Easy Rodent-Oriented Net-wide Index to Computerized Archives) é o sistema de pesquisa que permite encontrar documentos no Gopher. Foi desenvolvido em 1992 por Steven Foster e Fred Barrie da Universidade do Nevada, Estados Unidos.
É um banco de dados constantemente atualizado dos nomes de quase todos os itens de menu em milhares de servidores Gopher e pode ser acessado da maioria dos menus principais Gopher. 

Atualmente, o VERONICA é obsoleto devido ao desuso do Gopher em detrimento a utilização do HTML, que utiliza outros mecanismos de busca e com métodos mais modernos utilizando procura avançada em pesquisa heurística.